# Didier Mélon
Didier Mélon est un animateur radio de la première radio publique belge La Première.
Entré à la RTBF en 1987, dans le cadre d'un stage pour ses études de réalisation en radio-télé (Louvain- la-Neuve), il a touché à tous les genres (Reportages, «Petits matins», programmation musicale à Radio 21, feuilletons pour Musiq'3) et est l'un des rares à avoir travaillé pour toutes les chaînes RTBF.
Il anime depuis 1998 l'émission Le Monde est un village,,, une émission de world music qui fait découvrir les cultures du monde à travers la musique. L'émission occupe la tranche horaire 19-20h, dans laquelle Didier Mélon voit « un carrefour entre le jour et la nuit ». L'émission présente chaque jour de la semaine une thématique différente :  Le Grand Voyage le lundi, Urbanista le mardi, Rezo Radio le mercredi, session acoustique live en studio le jeudi et Reggae le vendredi. Son émission est partenaire du festival Esperanzah!.
En 2000, il fonde le festival « Nuits nomades » qui vise à faire découvrir au public des musiques peu diffusées sur les autres ondes et souvent méconnues, dans le cadre du Théâtre 140 à Schaerbeek,.
Il a également été le programmateur du festival Cap Sud.